# Кларк, Роберт (кёрлингист)
Ро́берт Кларк (англ. Robert Clark) — шотландский кёрлингист.
В составе мужской сборной Шотландии участник чемпионата мира 1985 (заняли пятое место) и чемпионата Европы 1985 (заняли шестое место). Чемпион Шотландии среди мужчин. В составе мужской сборной ветеранов Шотландии участник чемпионата мира 2014 (заняли седьмое место).
Играл на позиции третьего.

## Достижения
- Чемпионат Шотландии по кёрлингу среди мужчин: золото (1985)[3].

## Команды
| Сезон                          | Четвёртый    | Третий          | Второй           | Первый        | Запасной     | Турниры                      |
| ------------------------------ | ------------ | --------------- | ---------------- | ------------- | ------------ | ---------------------------- |
| 1984—85                        | Билли Хауэт  | Роберт Кларк    | Роберт Шоу       | Алистер Генри |              | ЧШМ 1985 · ЧМ 1985 (5 место) |
| 1985—86                        | Билли Хауэт  | Роберт Кларк    | Роберт Шоу       | Алистер Генри |              | ЧЕ 1985 (6 место)            |
| 2013—14                        | Кит Прентис  | Lockhart Steele | Robert Anderson  | Tommy Fleming | Роберт Кларк | ЧМВ 2014 (7 место)           |
| Кёрлинг среди смешанных команд |              |                 |                  |               |              |                              |
| 2013—14                        | Роберт Кларк | Gail Thomson    | Murray Stevenson | Lorna Munro   |              | ЧШСК 2014 (9 место)          |

(скипы выделены полужирным шрифтом)